# Змеевский, Александр Владимирович
Алекса́ндр Влади́мирович Змее́вский (род. 14 июля 1957) — российский дипломат. Чрезвычайный и полномочный посол (2008).

## Биография
Окончил МГИМО МИД СССР (1979). На дипломатической работе с 1979 года. Владеет английским и французским языками.
- В 1996—2000 годах — заместитель постоянного представителя России при ООН в Нью-Йорке (США).
- В 2000—2001 годах — посол по особым поручениям МИД России.
- С октября 2001 по февраль 2002 года — и. о. директора Департамента по вопросам новых вызовов и угроз МИД России.
- С февраля 2002 по январь 2007 года — директор Департамента по вопросам новых вызовов и угроз МИД России.
- С 9 января 2007 по 26 июля 2011 года — постоянный представитель Российской Федерации при международных организациях в Вене (Австрия)[1][2].
- С 6 октября 2011 по 19 февраля 2016 года — посол по особым поручениям, член коллегии МИД России, специальный представитель Президента России по вопросам международного сотрудничества в борьбе с терроризмом и транснациональной организованной преступностью[3][4].
- C 19 февраля 2016 года — чрезвычайный и полномочный посол России в Чешской Республике[5].

## Награды
- Медаль ордена «За заслуги перед Отечеством» II степени (14 ноября 2002) — За активное участие в реализации внешнеполитического курса Российской Федерации и многолетнюю добросовестную работу[6].
- Медаль ордена «За заслуги перед Отечеством» I степени (20 апреля 2012) — За вклад в разработку и практическую реализацию международных договоренностей, отвечающих безопасности и национальным интересам Российской Федерации[7].
- Орден Дружбы (21 декабря 2023) — за большой вклад в реализацию внешнеполитического курса Российской Федерации и многолетнюю добросовестную работу[8];

## Дипломатический ранг
- Чрезвычайный и полномочный посланник 2 класса (10 декабря 1995)[9].
- Чрезвычайный и полномочный посланник 1 класса (6 мая 2004)[10].
- Чрезвычайный и полномочный посол (28 июля 2008)[11].